# Poecilotheria subfusca
Poecilotheria subfusca (Syn.: Poecilotheria bara, Poecilotheria uniformis) bewohnt hauptsächlich die kühlen Wolken- und Nebelwälder in den Bergen Sri Lankas und gehört zu der Gattung Poecilotheria innerhalb der Vogelspinnen. Bei der Art handelt es sich um eine relativ variable Formengruppe. Die Vogelspinnen werden lokal, wie auch einige andere Arten, „Divimakulawa“ oder „Diamakulu“ genannt. Das Artepitheton „subfusca“ setzt sich aus dem lateinischen Präfix „sub“ (unterhalb) und dem Adjektiv „fusca“ (dunkel, dunkelbraun) zusammen.

## Verbreitung und Lebensraum
Poecilotheria subfusca kommt in der zentralen Hochebene Sri Lankas zwischen 270 und über 2000 Höhenmetern vor. Dort bewohnt sie die tropischen, monsungeprägten, immergrünen Regenwälder, die ab ca. 1000 Metern Höhe fließend in kühlere Bergregenwälder und Nebelwälder übergehen. Das Verbreitungsgebiet zeichnet sich durch ein tropisches, axerisches Klima (eine Regenzeit und eine Trockenzeit) mit nur geringfügigen Temperaturschwankungen im Jahresmittel aus. Die Temperaturen variieren jedoch tagsüber teilweise stark. So steigen die Temperaturen während der Mittagszeit auf ca. 25 °C an und sinken bedingt durch die Höhenlage nachts nicht selten auf 10 °C ab. In den niedrigeren Lagen der Hochebene schwanken die Temperaturen deutlich weniger. Der Jahresniederschlag beträgt, je nach Höhenlage und Lokalität, zwischen 2500 und 5000 mm.
Die ausladenden Bäume der tropischen Regenwälder bilden Bestände mit 20 bis 25 Metern Höhe. Das Kronendach wird stellenweise von besonders großen Bäumen, sogenannten Überständern, überragt. Der Lebensraum von Poecilotheria subfusca überschneidet sich mit keiner anderen Poecilotheria-Art. Durch die intensive Landwirtschaft (Teeplantagen, Kartoffel- und Zimtanbau) in der regenreichen Hochebene Sri Lankas werden die Regenwälder seit 150 Jahren immer weiter abgeholzt oder wurden zu Sekundärwäldern degradiert. Ein gewisser Anteil der verbliebenen Berg- und Nebelwälder wurde mittlerweile unter staatlichen Naturschutz gestellt. Zusätzlich könnten Temperaturanstiege infolge der globalen Erwärmung das Ökosystem der kühlen Berg- und Nebelwälder stören.

## Merkmale
Die Weibchen erreichen eine größere Körperlänge (Ansatz der Beißklauen bis zu den Spinnwarzen) als die Männchen. Diese sind im Verhältnis zierlicher und langbeiniger gebaut als die weiblichen Tiere und verlieren spätestens nach der Reifehäutung ihre kontrastreiche Jugendfärbung fast vollständig (Geschlechtsdimorphismus). Die reifen Männchen besitzen eine meist dunkelbraune Grundfärbung. Die gelben Zeichnungselemente der Blattzeichnung (Folium) und auf dem Carapax bleiben jedoch erhalten.
Bei Poecilotheria subfusca handelte es sich um eine Vogelspinnenart, die mit mindestens zwei unterschiedlichen Farbformen vorkommt und die beide auch separat voneinander wissenschaftlich beschrieben worden sind. Hauptsächlich unterscheiden sich bei diesen Formen die weiblichen Tiere voneinander. Es handelt sich bei diesen Farbformen um verschiedene Populationen, die auf unterschiedlichen Höhen in der Hochebene Sri Lankas vorkommen. Ob es sich um Unterarten oder sogar verschiedene Arten handelt, scheint noch nicht gänzlich geklärt, da die Tieflandform teilweise in reputablen Veröffentlichungen auch nach der Synonymisierung als Poecilotheria bara Chamberlin, 1917 bezeichnet wurde bzw. es manchmal immer noch wird. In der Terraristik werden die beiden Farbformen als Poecilotheria subfusca "Highland" und Poecilotheria subfusca "Lowland" bzw. Poecilotheria subfusca "bara" gehandelt.

### Hochlandform
Bei der Hochlandform handelt es sich um die ursprünglich als Poecilotheria subfusca Pocock, 1895 beschriebene Art. Die Weibchen erreichen eine Körpergröße von bis zu 5 cm. Die Männchen hingegen erreichen nur eine Körpergröße von höchstens 4 cm. Die Hochlandform kommt ungefähr ab Höhen über 1600 Metern vor und kann auch noch auf Höhen über 2000 Metern angetroffen werden.
Die Individuen sind alle recht dunkel gefärbt, da schwarze und dunkelbraune Töne die Färbung auf dem Carapax und dem Opisthosoma dominieren. Die Tiere zeigen dorsal eine gelblich-beige Zeichnung auf dem Carapax und auf den Beinen, bestehend aus Flecken und Linien. Auf der Ventralseite besitzen sie auf den Beinen nur sehr wenige, blasse und schmale, helle Bänder, wodurch sie den gattungstypischen Aposematismus (Warnfärbung) praktisch nicht aufweisen. Die Cheliceren tragen ebenfalls die dunkle Grundfarbe. Das Folium auf der dorsalen Seite des Opisthosomas ist, besonders bei älteren Weibchen, meist reduziert und wird an den Rändern von der dunklen Grundfarbe überdeckt, sodass es als schmaler, intensiv gelber Fleck inmitten des dunklen Opisthosomas hervorsticht. Der dunkle Mittelstreifen des Foliums ist meist reduziert und recht blass. Die Männchen besitzen nur ein sehr blasses, reduziertes Folium mit sehr dunklem Mittelstreifen. Die seitlichen Tigerstreifen auf dem Opisthosoma gehen durch die zunehmend dunklere Färbung meist mit fortgeschrittenem Alter der Tiere verloren. Es wird vermutet, dass die insgesamt recht dunkle Grundfärbung den Tieren als „Sonnenkollektor“ dient, um sich nach den kühlen Nächten während des Sonnenbadens leichter aufwärmen zu können.

### Tieflandform
Individuen der Tieflandform wurden 1917 von Ralph V. Chamberlin als Poecilotheria bara beschrieben und später mit der Hochlandform synonymisiert (siehe Systematik). Die Tieflandform kommt ungefähr auf Höhen zwischen 270 und 1600 Metern über dem Meeresspiegel vor. Die Tiere werden (wesentlich) größer als die Hochlandform und die Weibchen zählen wohl zu den größten innerhalb der Gattung. Trotz dieses Unterschiedes sind die Ähnlichkeiten mit der Hochlandform jedoch unverkennbar. Es werden nur wenige Tiere dieser Form in der Terraristik gehalten, weshalb sich die meisten Angaben zur Zeichnung und der Größe auf die dürftige Erstbeschreibung stützen. Die Individuen der Tieflandform sind jedoch bezüglich ihrer Merkmale den Tieren der Hochlandform sehr ähnlich.
Der weibliche Typus von Poecilotheria bara weist eine Körperlänge von 6 cm auf. Der Carapax ist dabei 24 mm lang und 20 mm breit. Die Länge der Laufbeine setzt sich wie folgt zusammen:
- Laufbein I: Femur - 22 mm, Patella+Tibia - 31 mm, Metatarsus - 17 mm, Tarsus - 8 mm, Total - 78 mm
- Laufbein II: Femur - 22 mm, Patella+Tibia - 30 mm, Metatarsus - 18 mm, Tarsus - 8 mm, Total - 76 mm
- Laufbein III: Femur - 19,5 mm, Patella+Tibia - 24 mm, Metatarsus - 16 mm, Tarsus - 7 mm, Total - 66,5 mm
- Laufbein IV: Femur - 22,7 mm, Patella+Tibia - 28 mm, Metatarsus - 21 mm, Tarsus - 8 mm, Total - 79,7 mm

### Poecilotheria uniformis-Holotypen
Bei Poecilotheria uniformis Strand, 1913 handelte es sich um die umstrittenste „Art“ der Gattung Poecilotheria, die mittlerweile mit Poecilotheria subfusca synonymisiert wurde. Bei den Typusexemplaren (2 Männchen, 1 Weibchen, 1 juveniles Weibchen), die 1913 und 1915 von Embrik Strand beschrieben worden sind, handelt es sich um mittelgroße Vogelspinnen von ca. 5 bis 6 cm Körperlänge. Wie alle Arten der Gattung haben sie ein (zumindest bei den Weibchen) erkennbares, dorsales Folium auf dem sonst einfarbigen, dunklen Opisthosoma. Der genaue Fundort ist nicht bekannt, da von den Sammlern lediglich „Ceylon“ (heutiges Sri Lanka) angegeben wurde. Insbesondere die morphologischen Daten aus der Arbeit von 1915 geben Aufschluss über die Größenordnungen und ursprünglichen Färbungen der Holotypen. Die Exemplare wurden 1847 gesammelt und lagen somit bei der Erstbeschreibung bereits 66 Jahre in Alkohol. Die Farben waren jedoch der Erstbeschreibung nach noch relativ gut erhalten. Mittlerweile sind die Typusexemplare stark ausgebleicht und einheitlich rotbraun verfärbt, was vergleichende Untersuchungen erschwert, da Färbungen und Zeichnungsmuster bei der Unterscheidung der Poecilotheria-Arten unverzichtbar sind.
Die beiden Männchen waren bei der Untersuchung kurz nach der Erstbeschreibung größtenteils gräuliche gefärbt und Streifenmuster an den Beinen waren nicht zu erkennen. Die Körperlänge beträgt 4,6 cm. Der Carapax ist 18,5 mm lang und 17 mm breit. Das Opisthosoma misst eine Länge von 19 mm und eine Breite von 11,5 mm. Die Cheliceren sind 7,5 mm lang. Der Augenhöcker ist 4 mm breit und 2,2 mm lang. Die Länge der Beine setzt sich wie folgt zusammen:
- Laufbein I: Femur - 22 mm, Patella - 10 mm - Tibia - 19,5 mm, Metatarsus - 18 mm, Tarsus - 10 mm, Total - 79,5 mm
- Laufbein II: Femur - 20 mm, Patella - 9,5 mm - Tibia - 17 mm, Metatarsus - 16 mm, Tarsus - 9,5 mm, Total - 72 mm
- Laufbein III: Femur - 16 mm, Patella - 8 mm - Tibia - 13,5 mm, Metatarsus - 15 mm, Tarsus - 8,5 mm, Total - 61 mm
- Laufbein IV: Femur - 20 mm, Patella - 9 mm - Tibia - 17,5 mm, Metatarsus - 19 mm, Tarsus - 10 mm, Total - 75,5 mm
- Pedipalpus: Coxa - 3,5 mm, Trochanter - 2,5 mm, Femur - 14 mm, Patella - 7 mm, Tibia - 11 mm, Tarsus - 5 mm, Total - 43 mm

Das adulte Weibchen wies bei der zweiten Untersuchung noch helle Binden auf den Beinen auf. Eine dunkle Mittelbinde im Folium war fast nicht zu erkennen, der helle Teil war jedoch gut vom dunklen Opisthosoma abgesetzt. Die Körperlänge des Typus beträgt 6,2 cm. Der Carapax ist 27 mm lang und 23 mm breit. Das Opisthosoma misst eine Länge von 19 mm und eine Breite von 11,5 mm. Die Cheliceren sind 12,5 mm lang. Der Augenhöcker ist 4,5 mm breit und 3 mm lang. Die Länge der Beine setzt sich wie folgt zusammen:
- Laufbein I: Femur - 22,5 mm, Patella - 13,5 mm - Tibia - 18 mm, Metatarsus - 18 mm, Tarsus - 10 mm, Total - 82 mm
- Laufbein II: Femur - 21 mm, Patella - 12 mm - Tibia - 16 mm, Metatarsus - 16 mm, Tarsus - 10 mm, Total - 75 mm
- Laufbein III: Femur - 16,5 mm, Patella - 10 mm - Tibia - 13 mm, Metatarsus - 15 mm, Tarsus - 9,5 mm, Total - 64 mm
- Laufbein IV: Femur - 21 mm, Patella - 11 mm - Tibia - 17 mm, Metatarsus - 19 mm, Tarsus - 10 mm, Total - 78 mm
- Pedipalpus: Femur - 15 mm, Patella - 8 mm, Tibia - 11 mm, Tarsus - 12 mm, Total - 46 mm.

## Lebensweise
Die Tiere finden sich in der Natur oft in alten, dicken Bäumen, die aufgrund ihrer Größe oft von mehreren Tieren bewohnt werden können, jedoch werden auch kleinere Exemplare von einzelnen Individuen besiedelt. Die Spinnen jagen meistens nachts und befinden sich tagsüber in ihren Wohnhöhlen, in denen sie die Temperatur und Luftfeuchtigkeit sehr stabil halten können. Sie erbeuten baumbewohnende Insekten und Reptilien, die sich in der Nähe ihres Gespinstes aufhalten. Die jungen Nymphen und auch die adulten Weibchen gelten als recht „sozial“, da sie auch in der Natur oftmals in Kolonien zusammenleben. Die Männchen hingegen gelten als eher aggressiv.

## Fortpflanzung
Die Paarung der Tiere erfolgt in der Natur während der Regenzeit. Der Bau eines Kokons findet dann in der deutlich kühleren Trockenzeit statt, wodurch die Jungspinnen zu Beginn der wärmeren Regenzeit fertig entwickelt sind und den Bau der Mutter verlassen können. Der Kokon enthält normalerweise zwischen 40 und 100 Eier. Selten kommen bei größeren Weibchen auch wesentlich größere Kokons mit bis zu 200 Eiern vor. Aus den Eiern schlüpfen bereits nach ca. vier Wochen die sogenannten Prälarven, die durch ihr dottergefülltes Opisthosoma fast völlig bewegungsunfähig sind. Eine Häutung in ein zweites Prälarvenstadium, wie bspw. bei Poecilotheria metallica, findet nicht statt. Nach weiteren drei Wochen erreichen sie das Larvenstadium, in dem sie vollständig bewegungsfähig sind und mit Hilfe der Mutter den Kokon verlassen können. Die Larven nehmen jedoch noch keine externe Nahrung auf. Nach etwa drei Wochen im Nest der Mutter häuten sich die Larven zu komplett selbstständigen Nymphen. Mit einer Körperlänge von nur ca. 8 mm zählen jungen Nymphen zu den kleinsten der Gattung. Die jungen Nymphen verlassen das Nest der Mutter erst sehr spät oder sogar erst nach der Reifehäutung, sodass sich teilweise zwei Generationen oder mehr im selben Nest befinden können.

## Systematik
Der Artstatus der Arten- bzw. Formengruppe um Poecilotheria subfusca Pocock, 1895 ist umstritten. Poecilotheria subfusca wurde 1895 von Reginald I. Pocock anhand von Tieren der Hochlandform beschrieben. Im Jahr 1917 beschrieb Ralph V. Chamberlin Tiere der Tieflandform als Poecilotheria bara ohne wahrscheinlich die ihm vorliegenden Exemplare mit den Holotypen von Poecilotheria subfusca und Poecilotheria uniformis zu vergleichen, wie Peter J. Kirk in der Arbeit zur Synonymisierung mit Poecilotheria subfusca später anmerkte. Dies lässt sich aus den mangelnden Vergleichen zu den anderen, bis dato bekannten Arten und der vagen Beschreibung schließen.
Obwohl Poecilotheria uniformis Strand, 1913 seit ihrer Erstbeschreibung nicht wiedergefunden wurde, blieb der Artstatus 100 Jahre lang bis zur Revision durch Ray Gabriel et al. im Jahr 2013 erhalten. Gabriel et al. konnten trotz des schlecht erhaltenen Materials unter Einsatz von UV-Licht und durch den Vergleich mit anderen Holotypen zeigen, dass die Typusexemplare von Poecilotheria uniformis starke Ähnlichkeiten bezüglich der ventralen Zeichnung der Laufbeine und der Ausprägung des Foliums zu den Holotypen von Poecilotheria subfusca und Poecilotheria bara aufweisen. Ebenso weisen die Holotypen die zwei für Poecilotheria subfusca typischen Höcker im Stridulationsorgan auf. Krehenwinkel et al. merkten darüber hinaus schon 2008 an, dass der grazile und auch ansonsten sehr ähnliche Aufbau des Bulbus des männlichen Holotypus von Poecilotheria uniformis auf eine zumindest sehr nahe Verwandtschaft zu Poecilotheria subfusca schließen lässt.

## Terrarienhaltung
Die Tiere werden wegen ihres interessanten Aussehens vermehrt in Terrarien gehalten und nachgezüchtet. Krehenwinkel et al. empfehlen eine Haltung bei einer Tagestemperatur von ca. 25 °C und einer relativen Luftfeuchtigkeit von über 80 %. Die Maße des Terrariums sollte für adulte Weibchen 20 × 20 × 30 (L × B × H) nicht unterschreiten. Die Tiere sind sehr empfindlich gegenüber Trockenheit und höhere Temperaturen, weshalb die Parameter besonders im Sommer überwacht werden müssen. Junge Nymphen sind zusätzlich sehr empfindlich gegenüber kühlen Temperaturen, wohingegen adulte Tiere recht kälteresistent sind. Zur Nachzucht sollten gut genährte Weibchen nach der Verpaarung (bei der es häufiger zu Kannibalismus kommt) für ca. 2 Monate kühlere Temperaturen um ca. 15 °C erfahren, um den Kokonbau anzuregen. Die Nymphen können auch über das erste Lebensjahr hinaus häufig in kleinen Gruppen gehalten werden, ohne dass es zu Ausfällen durch Kannibalismus kommt. Eine ausreichende Fütterung ist dabei jedoch unabdingbar. Adulte Weibchen können meist mit mehreren Jungtieren problemlos zusammen gehalten werden. Adulte Tiere eignen sich nur bedingt zu Gruppenhaltung. Da Männchen besonders zur Aggressivität neigen, schließt sich eine Gruppenhaltung bei ihnen meistens aus. Aufgrund der genau einzuhaltenden Haltungsparameter und der Empfindlichkeit der jungen Nymphen ist Poecilotheria subfusca nicht für Anfänger geeignet.